# DNA tái tổ hợp

Xây dựng DNA tái tổ hợp, trong đó một đoạn DNA ngoại lai được chèn vào một vector plasmid. Trong ví dụ này, gen được biểu thị bằng màu trắng bị bất hoạt khi chèn đoạn DNA ngoại lai.

DNA tái tổ hợp(viết tắt là rDNA) là phân tử DNA được tạo thành từ hai hay nhiều trình tự DNA của các loài sinh vật khác nhau. Trong kỹ thuật di truyền, DNA tái tổ hợp thường là được tạo thành từ việc gắn những đoạn DNA có nguồn gốc khác nhau vào trong vectơ tách dòng. Những vectơ tách dòng mang DNA tái tổ hợp này có thể biểu hiện thành các protein tái tổ hợp trong các sinh vật. Ví dụ một số dược phẩm là hormone peptide được tạo ra từ công nghệ DNA tái tổ hợp là insulin, hormone tăng trưởng, và oxytocin. Những vắc-xin cũng có thể được sản phẩm bằng phương thức này. Sinh vật chủ được sử dụng phổ biến nhất trong công nghệ DNA này là Escherichia coli.
DNA tái tổ hợp là tên chung cho một đoạn DNA đã được tạo ra bằng cách kết hợp hai hoặc nhiều đoạn từ các nguồn khác nhau. Việc hình thành DNA tái tổ hợp là có thể vì các phân tử DNA từ tất cả các sinh vật có chung cấu trúc hóa học, chỉ khác nhau về trình tự nucleotide. Các phân tử DNA tái tổ hợp đôi khi được gọi là DNA khảm vì chúng có thể được tạo thành từ vật liệu từ hai loài khác nhau như chimera trong thần thoại. Công nghệ rDNA sử dụng trình tự palindromic và dẫn đến việc tạo ra sticky and blunt ends.
Các trình tự DNA được sử dụng trong việc xây dựng các phân tử DNA tái tổ hợp có thể bắt nguồn từ bất kỳ loài nào. Ví dụ, DNA của thực vật có thể nối với DNA của vi khuẩn hoặc DNA của con người có thể nối với DNA của nấm. Ngoài ra, các trình tự DNA không xuất hiện ở bất kỳ đâu trong tự nhiên có thể được tạo ra bằng tổng hợp hóa học của DNA và  đưa vào các phân tử DNA tái tổ hợp. Bằng cách sử dụng công nghệ DNA tái tổ hợp và DNA tổng hợp, bất kỳ trình tự DNA nào cũng có thể được tạo ra và đưa vào cơ thể sống.
Protein có thể là kết quả của sự biểu hiện của DNA tái tổ hợp trong các tế bào sống được gọi là protein tái tổ hợp. Khi ADN tái tổ hợp mã hóa protein được đưa vào cơ thể vật chủ, protein tái tổ hợp không nhất thiết được tạo ra. Sự biểu hiện của các protein ngoại lai đòi hỏi phải sử dụng các vectơ biểu hiện chuyên biệt và thường đòi hỏi phải tái cấu trúc đáng kể bằng cách
trình tự mã hóa nước ngoài.
DNA tái tổ hợp khác với tái tổ hợp di truyền ở chỗ tái tổ hợp là kết quả của các phương pháp nhân tạo trong khi tái tổ hợp là một quá trình sinh học bình thường dẫn đến việc trộn lại các chuỗi DNA hiện có trong tất cả các sinh vật.

## Tạo DNA

Nhân bản phân tử là quá trình tạo ra DNA tái tổ hợp trong phòng thí nghiệm.
Đây là một trong hai phương pháp được sử dụng rộng rãi nhất, cùng với phản ứng chuỗi polymerase (PCR), được sử dụng để định hướng sao chép bất kỳ trình tự DNA cụ thể nào do nhà thực nghiệm chọn. Có hai sự khác biệt cơ bản giữa các phương pháp. Một là nhân bản phân tử liên quan đến việc sao chép DNA trong một tế bào sống, trong khi PCR sao chép DNA trong ống nghiệm, không có tế bào sống. Sự khác biệt nữa là nhân bản liên quan đến việc cắt và dán các chuỗi DNA, trong khi PCR khuếch đại bằng cách sao chép một chuỗi hiện có.

## Biểu thức DNA
Sau khi cấy ghép vào sinh vật chủ, DNA ngoại lai có trong cấu trúc DNA tái tổ hợp có thể hoặc không biểu hiện. Nghĩa là, DNA có thể được sao chép đơn giản mà không biểu hiện, hoặc có thể phiên mã và dịch mã và protein tái tổ hợp được tạo ra. Nói chung, sự biểu hiện của một gen ngoại lai đòi hỏi phải tái cấu trúc gen để bao gồm các trình tự cần thiết để tạo ra một phân tử mRNA có thể được sử dụng bởi bộ máy dịch mã của vật chủ (ví dụ: promoter, tín hiệu bắt đầu dịch mã, và điểm kết thúc phiên mã). Những thay đổi cụ thể đối với sinh vật chủ có thể được thực hiện để cải thiện biểu hiện của gen ngoài tử cung. Ngoài ra, những thay đổi cũng có thể cần thiết đối với trình tự mã hóa, để tối ưu hóa quá trình dịch mã, làm cho protein hòa tan, hướng protein tái tổ hợp đến vị trí thích hợp trong tế bào hoặc ngoại bào và ổn định protein khỏi sự thoái hóa.

## Lịch sử
Ý tưởng về DNA tái tổ hợp lần đầu tiên được đề xuất bởi Peter Lobban, một sinh viên tốt nghiệp của Giáo sư Dale Kaiser tại Khoa Hóa sinh tại Trường Y Đại học Stanford. Các ấn phẩm đầu tiên mô tả quá trình sản xuất thành công và sao chép nội bào của DNA tái tổ hợp xuất hiện vào năm 1972 và 1973, từ Stanford và UCSF. Năm 1980 Paul Berg, giáo sư Khoa Hóa sinh tại Stanford và là tác giả của một trong những bài báo đầu tiên , đã được trao giải Nobel Hóa học cho công trình của ông về axit nucleic "đặc biệt liên quan đến DNA tái tổ hợp". Werner Arber, Hamilton Smith, và Daniel Nathans đã chia sẻ Giải thưởng Nobel Sinh lý học và Y học năm 1978 cho việc khám phá Endonuclease hạn chế đã nâng cao các kỹ thuật của công nghệ rDNA.
Đại học Stanford đã nộp đơn xin cấp bằng sáng chế của Hoa Kỳ về DNA tái tổ hợp vào năm 1974, liệt kê các nhà phát minh là Herbert W. Boyer (giáo sư tại Đại học California, San Francisco) và Stanley N. Cohen (giáo sư tại Đại học Stanford); bằng sáng chế này đã được trao vào năm 1980. Loại thuốc nhận giấy phép đầu tiên được tạo ra bằng công nghệ DNA tái tổ hợp là insulin nhân học, do Genentech phát triển và Eli Lilly and Company cấp phép.

## Tranh cãi
Các nhà khoa học liên quan đến sự phát triển ban đầu của các phương pháp DNA tái tổ hợp đã nhận ra rằng tiềm năng tồn tại đối với các sinh vật chứa DNA tái tổ hợp có các đặc tính không mong muốn hoặc nguy hiểm. Tại Hội nghị Asilomar về DNA tái tổ hợp năm 1975, những lo ngại này đã được thảo luận và một lệnh cấm tự nguyện đối với nghiên cứu DNA tái tổ hợp đã được bắt đầu đối với các thí nghiệm được coi là đặc biệt rủi ro. Lệnh cấm này đã được tuân thủ rộng rãi cho đến khi Viện Y tế Quốc gia (Hoa Kỳ) phát triển và ban hành các hướng dẫn chính thức cho công việc của rDNA. Ngày nay, các phân tử DNA tái tổ hợp và protein tái tổ hợp thường không được coi là nguy hiểm. Tuy nhiên, vẫn còn những lo ngại về một số sinh vật biểu hiện DNA tái tổ hợp, đặc biệt là khi chúng rời khỏi phòng thí nghiệm và được đưa vào môi trường hoặc chuỗi thức ăn. Những lo ngại này được thảo luận trong các bài báo về sinh vật biến đổi gen và tranh cãi về thực phẩm biến đổi gen. Hơn nữa, có những lo ngại về các sản phẩm phụ trong sản xuất dược phẩm sinh học, trong đó DNA tái tổ hợp tạo ra các sản phẩm protein cụ thể. Sản phẩm phụ chính, được gọi là protein tế bào chủ, xuất phát từ hệ thống biểu hiện của vật chủ và gây ra mối đe dọa đối với sức khỏe của bệnh nhân và môi trường tổng thể.